# Быковская (Кировская область)
Быковская — опустевшая деревня в Сунском районе Кировской области в составе  Большевистского сельского поселения.

## География
Находится на расстоянии примерно 14 км по  прямой на север от районного центра поселка  Суна.

## История
Известна с 1764 года как починок Заречный 47 монастырскими крестьянами (Успенского Трифонова монастыря) и 20 государственными. В 1873 году учтено было дворов 19 и жителей 113, в 1905 25 и 144, в 1926 37 и 151, в 1950 24 и 89. В 1989 году оставалось 3 постоянных жителя. 

## Население
Постоянное население  составляло 1 человек (русские 100%) в 2002 году, 0 в 2010.